# Mauro Griguol
Mauro Griguol (Córdoba, Argentina; 2 de enero de 1992) es un futbolista argentino. Juega de mediocampista y su equipo actual es el Deportivo Anzoátegui de la Primera División de Venezuela.

## Clubes
| Club                              | País      | Año           |
| --------------------------------- | --------- | ------------- |
| Las Palmas (Inferiores)           | Argentina | 1998 - 2003   |
| Deportivo Atalaya (Inferiores)    | Argentina | 2003 - 2006   |
| Instituto de Córdoba (Inferiores) | Argentina | 2006 - 2014   |
| CE Tecnofútbol                    | España    | 2014          |
| Petroleros de Anzoátegui          | Venezuela | 2015-2017     |
| Deportivo Anzoátegui              | Venezuela | 2018-presente |